# Municipio de Westford (Dakota del Norte)
El municipio de Westford (en inglés: Westford Township) es un municipio ubicado en el condado de Kidder en el estado estadounidense de Dakota del Norte. En el año 2010 tenía una población de 27 habitantes y una densidad poblacional de 0,29 personas por km².

## Geografía
El municipio de Westford se encuentra ubicado en las coordenadas 46°56′25″N 99°37′33″O / 46.94028, -99.62583. Según la Oficina del Censo de los Estados Unidos, el municipio tiene una superficie total de 93.59 km², de la cual 86,5 km² corresponden a tierra firme y (7,58 %) 7,09 km² es agua.

## Demografía
Según el censo de 2010, había 27 personas residiendo en el municipio de Westford. La densidad de población era de 0,29 hab./km². De los 27 habitantes, el municipio de Westford estaba compuesto por el 100 % blancos. Del total de la población el 0 % eran hispanos o latinos de cualquier raza.